# Mader Moussayev
Mader Moussayev (en azéri : Madər Ələsgər oğlu Musayev) est membre des I, II, III IV, V et VI convocations de l'Assemblée nationale d'Azerbaïdjan.

## Biographie
Mader Moussayev naît le 26 novembre 1947 à Bakou. Il est diplômé de la faculté de marchandisage industriel et d'organisation commerciale de la branche de Bakou de l'Université russe de coopération.
Depuis 1964, Mader Moussayev a travaillé comme apprenti vendeur, vendeur junior, vendeur en chef, depuis 1971 comme directeur de magasin, depuis 1976 comme vendeur en chef à Bakou. De 1986 à 1995, il a travaillé comme directeur du centre commercial Bahar.
Il meurt le 14 juillet 2023.

### Famille
Mader Moussayev est marié et a trois enfants.

## Prix
- Ordre de l'Honneur[3]
- Ordre de la Gloire
- Ordre pour le service à la patrie[4]